# Dielasma
Dielasma is een geslacht van uitgestorven brachiopoden, dat voorkwam van het Vroeg-Carboon tot het Perm. Dit geslacht telde zeer veel soorten.

## Beschrijving
Deze twee centimeter lange brachiopode kenmerkt zich door het lange, ovale oppervlak. De arm- en steelklep hebben een lichte buiging. De schelp is glad met weinig kentekens.

## Soorten
- D. adamanteum † Cooper & Grant 1976
- D. ambiense † Reed 1944
- D. antecedens † Grabau 1936
- D. anteplicatum † Grabau 1931
- D. anterolatum † Cooper & Grant 1976
- D. bakhense † Reed 1944
- D. bellulum † Cooper & Grant 1976
- D. bovidens † Morton 1836
- D. brevicostatum † Cooper 1957
- D. carinthiacum † Schellwien 1892
- D. compactum † Cooper & Grant 1976
- D. complanatus † Tong 1978
- D. convexa † Zavodowsky 1959
- D. cordatum † Girty 1908
- D. curvatum † Tschernyschew 1902
- D. dadanense † Reed 1936
- D. diabloense † Stehli 1954
- D. dieneri † Grabau & Yoh 1928
- D. dubium † Tschernyschew 1902
- D. einori † Zavodowsky 1958
- D. ellipsoideum † Cooper & Grant 1976
- D. ellipticum † Netschajew 1894
- D. elongatum † von Schlotheim 1816
- D. emarginatum † Cooper & Grant 1976
- D. expansum † Cooper & Grant 1976
- D. fabiforme † Cooper & Grant 1976
- D. floresi † Cooper 1953
- D. giganteum † Tschernyschew 1902
- D. gillingense † Davidson 1857
- D. glabrum † Tong 1978
- D. grabaui † Fantini Sestini 1965
- D. gracile † Cooper & Grant 1976
- D. guttula † Waagen 1882
- D. hessense † Cooper & Grant 1976
- D. indentum † Grabau 1936
- D. jisuense † Grabau 1931
- D. kirillowense † Licharew 1913
- D. labiatum † Cooper & Grant 1976
- D. ligonorum † Cooper & Grant 1976
- D. longsulcatum † Cooper & Grant 1976
- D. magniforaminiferum † Cooper & Grant 1976
- D. mapingense † Grabau 1936
- D. mapingensis † Grabau 1936
- D. microrhynchum † Cooper & Grant 1976
- D. millepunctatum † Hall 1858
- D. minor † Waagen 1882
- D. moelleri † Tschernyschew 1902
- D. nexile † Reed 1944
- D. obesum † Cooper & Grant 1976
- D. orientalis † Grabau 1931
- D. ovoidale † Reed 1944
- D. parmularis † Jin & Fang 1985
- D. perangustum † Reed 1944
- D. perplexum † Cooper & Grant 1976
- D. phosphoriense † Branson 1930
- D. pictile † Cooper & Grant 1976
- D. planidorsatum † Cooper & Grant 1976
- D. plica † Kutorga 1842
- D. prolongatum † Girty 1908
- D. purdoni † Reed 1944
- D. pygmaeum † Cooper & Grant 1976
- D. radiatum † Termier et al. 1974
- D. rectimarginatum † Cooper 1957
- D. redux † Reed 1944
- D. rigbyi † Cooper & Grant 1976
- D. robustum † Smirnova 2004
- D. rotundum † Chronic 1949
- D. scitulum † Chronic 1949
- D. shafterense † King 1931
- D. spatulatum † Girty 1908
- D. sphena † Hu 1990
- D. stoschensis † Dunbar 1955
- D. subcirculare † Cooper & Grant 1976
- D. subcylindricum † Cooper & Grant 1976
- D. subelongatum † Grabau 1934
- D. subelongatum † Smirnova 2007
- D. sulcatum † Girty 1908
- D. sultanense † Reed 1944
- D. supracarbonicum † Tschernyschew 1902
- D. toulai † Schellwien 1892
- D. trimuense † Reed 1944
- D. truncatum † Cooper 1957
- D. truncatum † Waagen 1882
- D. uniplicatum † Cooper & Grant 1976
- D. vicinale † Reed 1944
- D. zebratum † Cooper & Grant 1976
- D. zhijinense † Liao 1980
- T. sufflata † Verneuil 1855
- T. complanatus † von Schlotheim 1816
- T. latus † von Schlotheim 1816
- T. sufflatus † von Schlotheim 1816